# Bruno Silva
Bruno Ramon Silva Barone (født 29. marts 1980 i Cerro Largo) eller også bare Bruno Silva, er en uruguayansk fodboldspiller som spiller for Cerro Largo.
Bruno Silva startede med at spille fodbold i sit hjemland hos fodboldklubben Danubio F.C., hvor han i år 2000 spillede 1 kamp. Efter et par år blev Bruno Silva fast mand hos Danubio og i 2004 skiftede han til russiske FC Rostov, hvor han kun spillede 4 gange. Han vendte tilbage til Danubio, hvor han blev og spillede 1 1/2 år. I 2005 skiftede Bruno Silva til FC Groningen hvor han skrev en kontrakt der varede 1 år.